# Eualcide
Eualcide (... – 498 a.C.) è stato un militare greco antico proveniente alla polis di Eretria, il quale fu ucciso durante la Battaglia di Efeso (498 a.C.) nel 498 a.C., parte della Rivolta ionica.